# Hundsfeld see
Hundsfeld see är en sjö i Österrike.   Den ligger i förbundslandet Salzburg, i den centrala delen av landet, 240 km sydväst om huvudstaden Wien. Hundsfeld see ligger 1 926 meter över havet.
Trakten runt Hundsfeld see består i huvudsak av gräsmarker. Runt Hundsfeld see är det glesbefolkat, med 20 invånare per kvadratkilometer.